# Малая Лоча
Малая Лоча — река в России, протекает по Ржевскому району Тверской области. Устье реки находится в 2 км от устья Большой Лочи по правому берегу. Длина реки составляет 17 км, площадь водосборного бассейна — 70,6 км².

## Данные водного реестра
По данным государственного водного реестра России относится к Верхневолжскому бассейновому округу, водохозяйственный участок реки — Волга от Верхневолжского бейшлота до города Зубцов, без реки Вазуза от истока до Зубцовского гидроузла, речной подбассейн реки — бассейны притоков (Верхней) Волги до Рыбинского водохранилища. Речной бассейн реки — (Верхняя) Волга до Куйбышевского водохранилища (без бассейна Оки).
Код объекта в государственном водном реестре — 08010100412110000000847.